# Miloš Volešák
Miloš Volešák (* 20. dubna 1984, Trenčín) je slovenský fotbalový brankář, jenž od léta 2014 působí v týmu MŠK Žilina.

## Klubová kariéra
S fotbalem začal v Trenčíně, odkud se v roce 2005 vydal na hostování do AFC Nové Mesto nad Váhom. V sezoně 2010/11 s Trenčínem postoupil do 1. ligy. S mužstvem si zahrál v Evropské lize 2013/14 i 2014/15. Stal se také kapitánem týmu.
Na konci srpna 2014 přestoupil do MŠK Žilina, kde se setkal s trenérem Adriánem Guľou, který jej dříve vedl v Trenčíně. Za Žilinu debutoval 14. září 2014 v ligovém duelu proti ŠK Slovan Bratislava, kde vychytal několik čistých šancí a pomohl k výhře 3:0. Z brány hned po svém příchodu vytlačil Martina Krnáče. V ročníku 2014/15 Trenčín získal mistrovský titul, na kterém se hráč částečně podílel. V sezóně 2016/17 Fortuna ligy získal Volešák titul se Žilinou.

## Reprezentační kariéra
Miloš Volešák působil v mládežnických reprezentacích Slovenska.